# Андре Валенті да Сілва
Андре Мігел Валенті да Сілва (порт. André Miguel Valente da Silva, нар. 6 листопада 1995, Гондомар) — португальський футболіст, центральний нападник клубу «РБ Лейпциг» і національної збірної Португалії. На умовах оренди грає за «Вердер».

## Клубна кар'єра
Народився 6 листопада 1995 року в місті Гондомар. Вихованець юнацьких команд футбольних клубів «Салгейруш», «Боавішта», «Падроенсі» та, з 2011 року, «Порту».
У дорослому футболі дебютував 2013 року виступами за другу команду «Порту», в якій відразу став основним гравцем атакувальної ланки команди.
2015 року був включений до заявки головної команди «Порту», отримавши 19-й ігровий номер.
12 червня 2017 року було оголошено про перехід гравця до складу «Мілана». Сума трансферу склала €38 млн + €2 млн у вигляді бонусів. Цей трансфер став другим за вартістю в історії клубу. У своєму першому сезоні взяв участь у 40 матчах «россо-нері», в яких забив 10 м'ячів, щоправда з них лише два у 24 іграх чемпіонату.
Сезон 2018/19 провів в оренді в іспанській «Севільї», де продемонстрував схожу результативність (11 голів у 40 матчах всіх турнірів), після чого повернувся до лав «Мілана».
Провівши на початку сезону 2019/20 одну гру за «Мілан», 2 вересня 2019 року був відданий в оренду до франкфуртського «Айнтрахта». За рік, 10 вересня 2020 року, уклав з німецьким клубом повноцінний трирічний контракт. У січні 2021 став гравцем місяця в Бундеслізі, забивши сім голів в шести матчах. Забивши 28 голів у чемпіонаті, Андре побив 44-річний клубний рекорд Бернда Гельценбайна за голами в одному сезоні Бундесліги; за підсумками кампанії Сілва фінішував другим у бомбардирській гонці.
2 липня 2021 Андре Сілва за 23 млн євро перейшов до складу «РБ Лейпциг». За два сезони провів за нову команду 95 матчів у всіх турнірах, в яких забив 26 голів. 

## Виступи за збірні
2009 року дебютував у складі юнацької збірної Португалії, взяв участь у 57 іграх на юнацькому рівні, відзначившись 20 забитими голами.
З 2014 років залучався до складу молодіжної збірної Португалії. На молодіжному рівні наразі зіграв у 13 офіційних матчах, забивши 12 голів.
2016 року дебютував в офіційних матчах у складі національної збірної Португалії. За головну збірну проовжив регулярно забивати. У перших 20 матчах за неї забив 11 голів, чим заслужив включення до її заявки на фінальну частину чемпіонату світу 2018 року. На мундіалі взяв участь у трьох з чотирьох матчів своєї збірної, щоправда лише одного разу виходив на поле у стартовому складі.
У складі збірної був учасником чемпіонату Європи 2020 року у різних країнах.
| Дата       | Місто              | Господарі         | Результат               | Гості             | Турнір                               | Голи | Примітки  |
| ---------- | ------------------ | ----------------- | ----------------------- | ----------------- | ------------------------------------ | ---- | --------- |
| 1-9-2016   | Порту              | Португалія        | 5 – 0                   | Гібралтар         | товариський матч                     | -    | 46'       |
| 6-9-2016   | Базель             | Швейцарія         | 2 – 0                   | Португалія        | Відбір до ЧС 2018                    | -    | 46'       |
| 7-10-2016  | Авейру             | Португалія        | 6 – 0                   | Андорра           | Відбір до ЧС 2018                    | 1    |           |
| 10-10-2016 | Торсгавн           | Фарерські острови | 0 – 6                   | Португалія        | Відбір до ЧС 2018                    | 3    | 80'       |
| 13-11-2016 | Фару               | Португалія        | 4 – 1                   | Латвія            | Відбір до ЧС 2018                    | -    |           |
| 25-3-2017  | Лісабон            | Португалія        | 3 – 0                   | Угорщина          | Відбір до ЧС 2018                    | 1    | 86'       |
| 3-6-2017   | Ештуріл            | Португалія        | 4 – 0                   | Кіпр              | товариський матч                     | 1    |           |
| 9-6-2017   | Рига               | Латвія            | 0 – 3                   | Португалія        | Відбір до ЧС 2018                    | 1    | 80'       |
| 18-6-2017  | Казань             | Португалія        | 2 – 2                   | Мексика           | Кубок Конфедерацій                   | -    | 82'       |
| 18-6-2017  | Москва             | Росія             | 0 – 1                   | Португалія        | Кубок Конфедерацій                   | -    | 78'       |
| 24-6-2017  | Санкт-Петербург    | Нова Зеландія     | 0 – 4                   | Португалія        | Кубок Конфедерацій                   | 1    |           |
| 28-6-2017  | Казань             | Португалія        | 0 – 0 д.ч. (0 – 3 п.п.) | Чилі              | Кубок Конфедерацій                   | -    | 43' 76'   |
| 2-7-2017   | Москва             | Португалія        | 2 – 1                   | Мексика           | Кубок Конфедерацій                   | -    |           |
| 31-8-2017  | Порту              | Португалія        | 5 – 1                   | Фарерські острови | Відбір до ЧС 2018                    | -    | 81'       |
| 3-9-2017   | Будапешт           | Угорщина          | 0 – 1                   | Португалія        | Відбір до ЧС 2018                    | 1    | 86'       |
| 7-10-2017  | Андорра-ла-Велья   | Андорра           | 0 – 2                   | Португалія        | Відбір до ЧС 2018                    | 1    | 90'       |
| 10-10-2017 | Лісабон            | Португалія        | 2 – 0                   | Швейцарія         | Відбір до ЧС 2018                    | 1    | 75'       |
| 10-11-2017 | Візеу              | Португалія        | 3 – 0                   | Саудівська Аравія | товариський матч                     | -    |           |
| 23-3-2018  | Цюрих              | Єгипет            | 1 – 2                   | Португалія        | товариський матч                     | -    | 76'       |
| 26-3-2018  | Женева             | Португалія        | 0 – 3                   | Нідерланди        | товариський матч                     | -    | 46'       |
| 28-5-2018  | Брага (Португалія) | Португалія        | 2 – 2                   | Туніс             | товариський матч                     | 1    |           |
| 2-6-2018   | Брюссель           | Бельгія           | 0 – 0                   | Португалія        | товариський матч                     | -    | 78'       |
| 7-6-2018   | Лісабон            | Португалія        | 3 – 0                   | Алжир             | товариський матч                     | -    | 74'       |
| 15-6-2018  | Сочі               | Португалія        | 3 – 3                   | Іспанія           | ЧС 2018 - 1-й етап                   | -    | 80'       |
| 25-6-2018  | Саранськ           | Іран              | 1 – 1                   | Португалія        | ЧС 2018 - 1-й етап                   | -    | 90+6'     |
| 30-6-2018  | Сочі               | Уругвай           | 2 – 1                   | Португалія        | ЧС 2018 - 1/8 фіналу                 | -    | 74'       |
| 6-9-2018   | Лісабон            | Португалія        | 1 – 1                   | Хорватія          | товариський матч                     | -    | 89'       |
| 10-9-2018  | Лісабон            | Португалія        | 1 – 0                   | Італія            | Ліга націй УЄФА 2018-2019 - 1-й етап | 1    |           |
| 11-10-2018 | Хожув              | Польща            | 2 – 3                   | Португалія        | Ліга націй УЄФА 2018-2019 - 1-й етап | 1    | 37'       |
| 17-11-2018 | Мілан              | Італія            | 0 – 0                   | Португалія        | Ліга націй УЄФА 2018-2019 - 1-й етап | -    | 90'       |
| 20-11-2018 | Гімарайнш          | Португалія        | 1 – 1                   | Польща            | Ліга націй УЄФА 2018-2019 - 1-й етап | 1    | 64' - 87' |
| 22-3-2019  | Лісабон            | Португалія        | 0 – 0                   | Україна           | Відбір до ЧЄ 2020                    | -    | 73'       |
| 25-3-2019  | Лісабон            | Португалія        | 1 – 1                   | Сербія            | Відбір до ЧЄ 2020                    | -    | 57'       |
| 17-11-2019 | Люксембург         | Люксембург        | 0 – 2                   | Португалія        | Відбір до ЧЄ 2020                    | -    | 71'       |
| 5-9-2020   | Порту              | Португалія        | 4 – 1                   | Хорватія          | Ліга націй УЄФА 2020-2021 - 1-й етап | 1    | 88'       |
| 7-10-2020  | Лісабон            | Португалія        | 0 – 0                   | Іспанія           | товариський матч                     | -    | 46'       |
| 14-10-2020 | Лісабон            | Португалія        | 3 – 0                   | Швеція            | Ліга націй УЄФА 2020-2021 - 1-й етап | -    | 75'       |
| 24-3-2021  | Турин              | Португалія        | 1 – 0                   | Азербайджан       | Відбір до ЧС 2022                    | -    | 75'       |
| 9-6-2021   | Лісабон            | Португалія        | 4 – 0                   | Ізраїль           | товариський матч                     | -    | 46'       |
| 15-6-2021  | Будапешт           | Угорщина          | 0 – 3                   | Португалія        | ЧЄ 2020 - груповий етап              | -    | 81'       |
| 19-6-2021  | Мюнхен             | Німеччина         | 4 – 2                   | Португалія        | ЧЄ 2020 - груповий етап              | -    | 83'       |
| 27-6-2021  | Севілья            | Бельгія           | 1 – 0                   | Португалія        | ЧЄ 2020 - 1/8 фіналу                 | -    | 70'       |
| 1-9-2021   | Фару               | Португалія        | 2 – 1                   | Ірландія          | Відбір до ЧС 2022                    | -    | 46'       |
| 4-9-2021   | Дебрецен           | Катар             | 1 – 3                   | Португалія        | товариський матч                     | 1    | 59'       |
| 7-9-2021   | Баку               | Азербайджан       | 0 – 3                   | Португалія        | Відбір до ЧС 2022                    | 1    |           |
| 9-10-2021  | Фару               | Португалія        | 3 – 0                   | Катар             | товариський матч                     | 1    |           |
| 12-10-2021 | Фару               | Португалія        | 5 – 0                   | Люксембург        | Відбір до ЧС 2022                    | -    | 73'       |
| 11-11-2021 | Дублін             | Ірландія          | 0 – 0                   | Португалія        | Відбір до ЧС 2022                    | -    | 75'       |
| 14-11-2021 | Лісабон            | Португалія        | 1 – 2                   | Сербія            | Відбір до ЧС 2022                    | -    | 90+2'     |
| 2-6-2022   | Севілья            | Іспанія           | 1 – 1                   | Португалія        | Ліга націй УЄФА 2022-2023 - 1-й етап | -    | 62'       |
| 12-6-2022  | Женева             | Швейцарія         | 1 – 0                   | Португалія        | Ліга націй УЄФА 2022-2023 - 1-й етап | -    |           |
| 17-11-2022 | Лісабон            | Португалія        | 4 – 0                   | Нігерія           | товариський матч                     | -    | 67'       |
| 2-12-2022  | Ер-Раян            | Південна Корея    | 2 – 1                   | Португалія        | ЧС 2022 - груповий етап              | -    | 65'       |
| Усього     |                    | Матчів            | 53                      |                   | Голів                                | 19   |           |

## Титули і досягнення
- Володар Кубка Німеччини (2):

«РБ Лейпциг»: 2021–22, 2022–23